# Taiwanbuulbuul
De taiwanbuulbuul (Pycnonotus taivanus) is een zangvogel uit de familie van de buulbuuls. Het is een kwetsbare, endemische vogelsoort in Taiwan.

## Kenmerken
De vogel is 18 cm lang. Het is een grijsgroene buulbuul met een zwarte kruin, daaronder een wit "gezicht" met een zwarte baardstreep. De vogel lijkt op de Chinese buulbuul, maar daar reikt de zwarte kopkap tot onder het oog en zit een bijna ronde witte vlek tussen de kruin en het oog. Van onder is de vogel grijswit en van boven grijsgroen met een grijze stuit. De slagpennen en staartveren hebben geelgroene randen.

## Verspreiding en leefgebied
Deze soort is endemisch in Taiwan. De vogel komt daar voor in secundair bos, gebieden met struikgewas, akkerland en tuinen. De vogels zijn in de broedtijd territoriaal, maar vormen in het najaar en de winter grote groepen.

## Status
De taiwanbuulbuul heeft een beperkt verspreidingsgebied en daardoor is de kans op uitsterven aanwezig. De grootte van de populatie werd in 2009 door BirdLife International geschat op 15 tot 30 duizend individuen. Echter, de populatie-aantallen nemen af door hybridisatie met de Chinese buulbuul, maar ook door stadsuitbreiding en intensivering van de landbouw. Om deze redenen staat deze soort als kwetsbaar op de Rode Lijst van de IUCN.